# Cedar Hill (Teksas)
Cedar Hill je grad u američkoj saveznoj državi Teksas. Prema popisu stanovništva iz 2010. u njemu je živjelo 45.028 stanovnika.